# 神武寺駅
神武寺駅（じんむじえき）は、神奈川県逗子市池子二丁目にある、京浜急行電鉄逗子線の駅である。駅番号はKK52。

## 歴史
- 1931年（昭和6年）4月1日 - 京浜電気鉄道により、現在地より約300mほど六浦駅寄りに仮駅として開業[1]。
- 1936年（昭和11年）6月11日 - 駅に昇格[1]。
- 1942年（昭和17年）5月1日 - 東京急行電鉄（大東急）の駅となる[1]。
- 1944年（昭和19年）9月1日 - 現在地に移転[1]。
- 1948年（昭和23年）6月1日 - 京浜急行電鉄の駅となる[1]。
- 1999年（平成11年）7月31日 - ダイヤ改正により、京急蒲田-新逗子間の急行を廃止。
- 2006年（平成18年）7月ごろ - 旧駅舎が撤去され、仮駅舎での営業を開始。
- 2007年（平成19年）3月24日 - 新駅舎が完成[2]。
- 2008年（平成20年）10月1日 - 米軍池子住宅敷地内に改札口（米海軍口）設置[3][4]。
- 2010年（平成22年）5月16日 - ダイヤ改正により新設されたエアポート急行の停車駅となる。

## 駅構造
8両編成対応の相対式ホーム2面2線を有する地上駅。駅構内は緩やかなカーブを描き、上りホーム（2番線）では列車とホームとの間が開いている。ただし、六浦駅と異なり車掌による注意喚起の案内は行われない。
駅舎は1番線ホームの六浦方に置かれ、2番ホームへは六浦方の端にある構内踏切（遮断機・警報機あり）で連絡している。古くからの木造駅舎が長らく残存していたが2006年（平成18年）7月ごろに撤去され、仮駅舎での営業を経て2007年（平成19年）3月24日に新駅舎が完成し、ホームにスロープが設置された。2008年（平成20年）10月1日には、池子住宅地区及び海軍補助施設内に改札口（米海軍口）が、思いやり予算を財源として設置された。この改札口の利用はアメリカ軍の許可を受けた者に限定される。
駅北側では金沢八景駅付近から横須賀線逗子駅へ続く総合車両製作所専用線（狭軌・1,067 mm）が上り線から分岐している（当駅から逗子駅まではアメリカ軍施設扱い）。専用線は金沢八景駅最寄りの総合車両製作所横浜事業所で落成した車両、並びに同所で改造する車両の搬出入に用いられ、逗子駅から全国に甲種輸送される。また、日本車輌製造や川崎車両などで製造された京急・京成向け車両は逗子駅まで甲種輸送され、このルートを通って京急線に入線し、台車を標準軌用のものに交換する。

### のりば
| 番線 | 路線   | 方向 | 行先           |
| ---- | ------ | ---- | -------------- |
| 1    | 逗子線 | 下り | 逗子・葉山方面 |
| 2    | 逗子線 | 上り | 横浜・品川方面 |

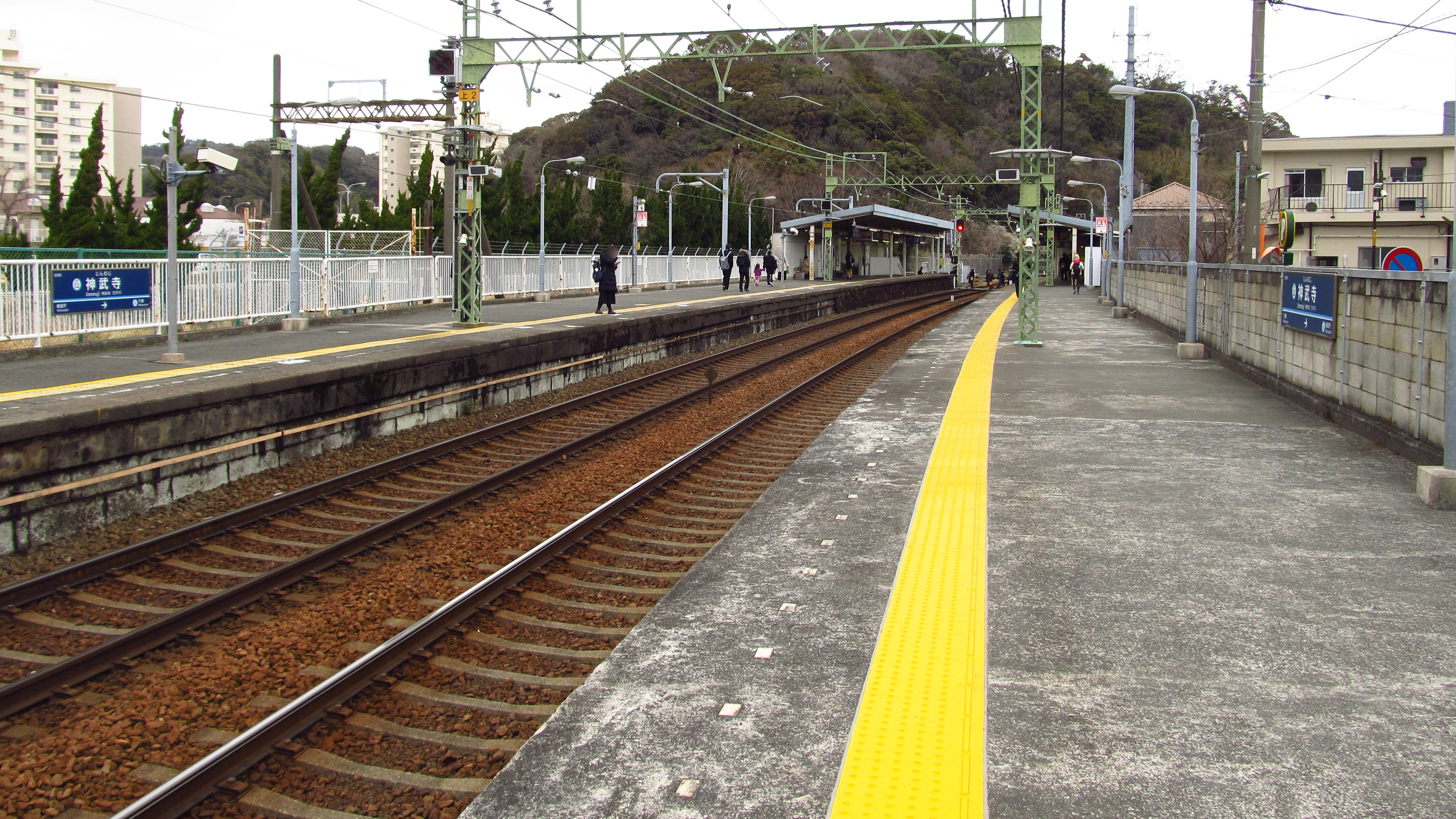
ホーム（2019年2月）
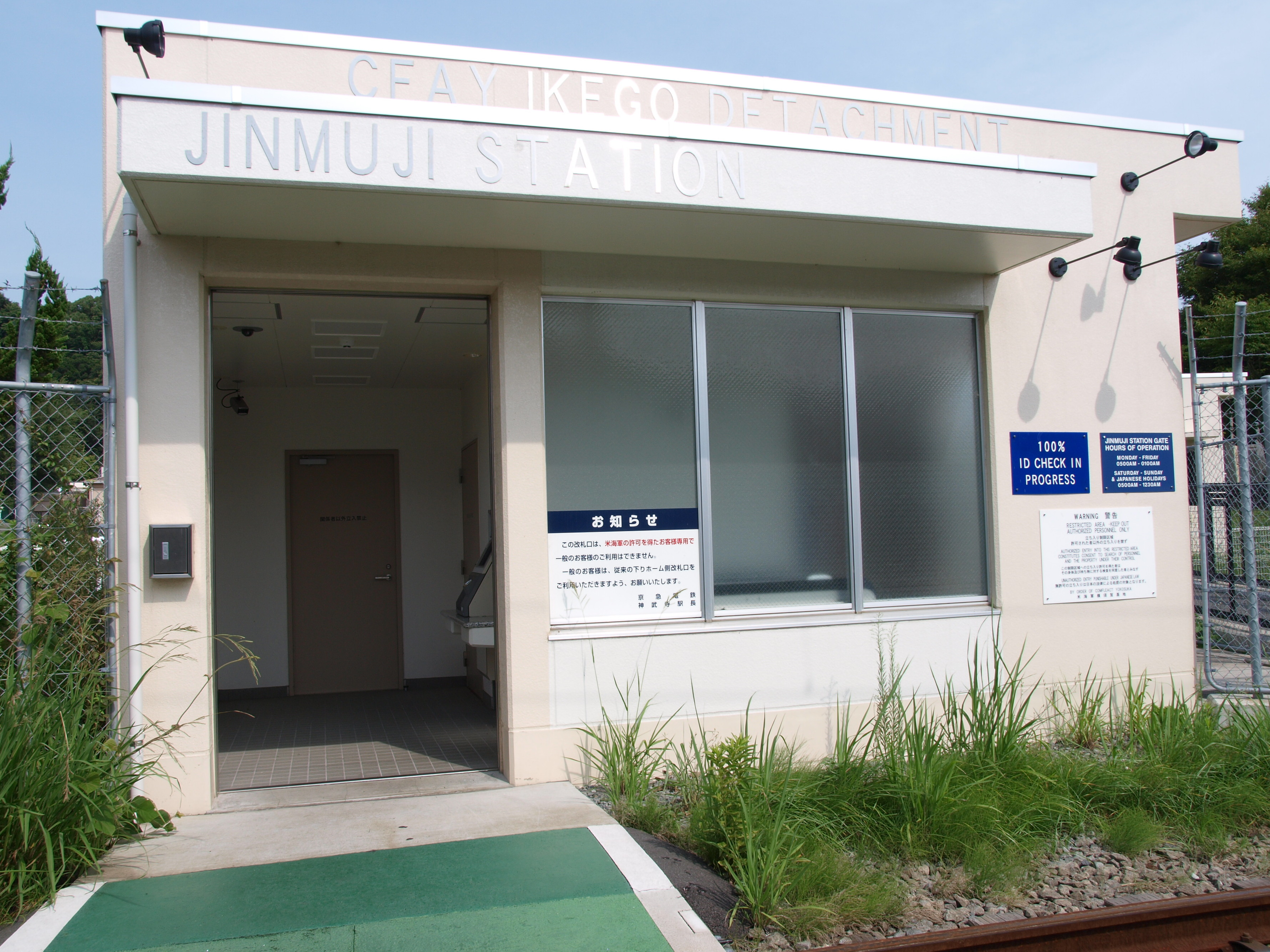
米海軍口改札（2010年8月）
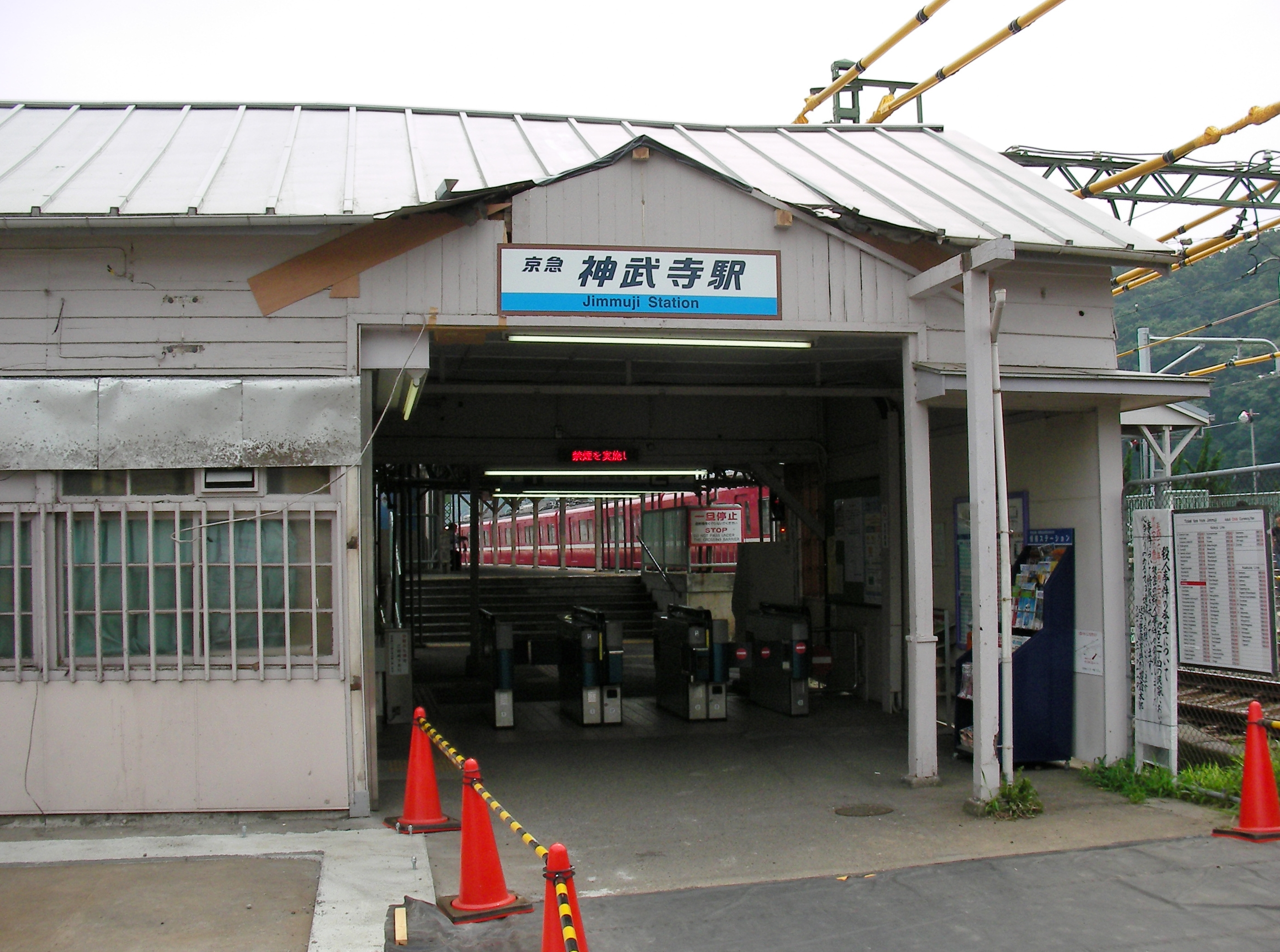
撤去された旧駅舎（2006年7月）
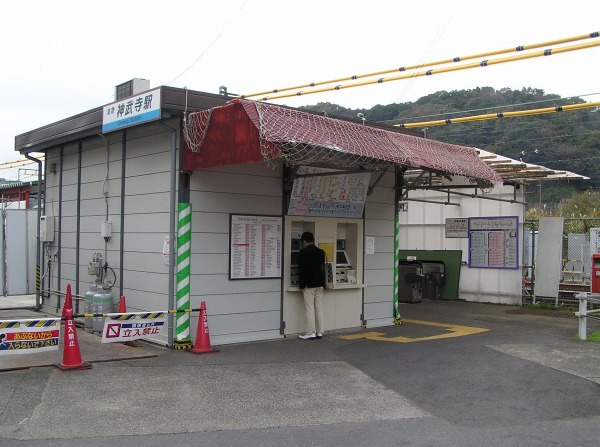
仮駅舎（2006年11月）
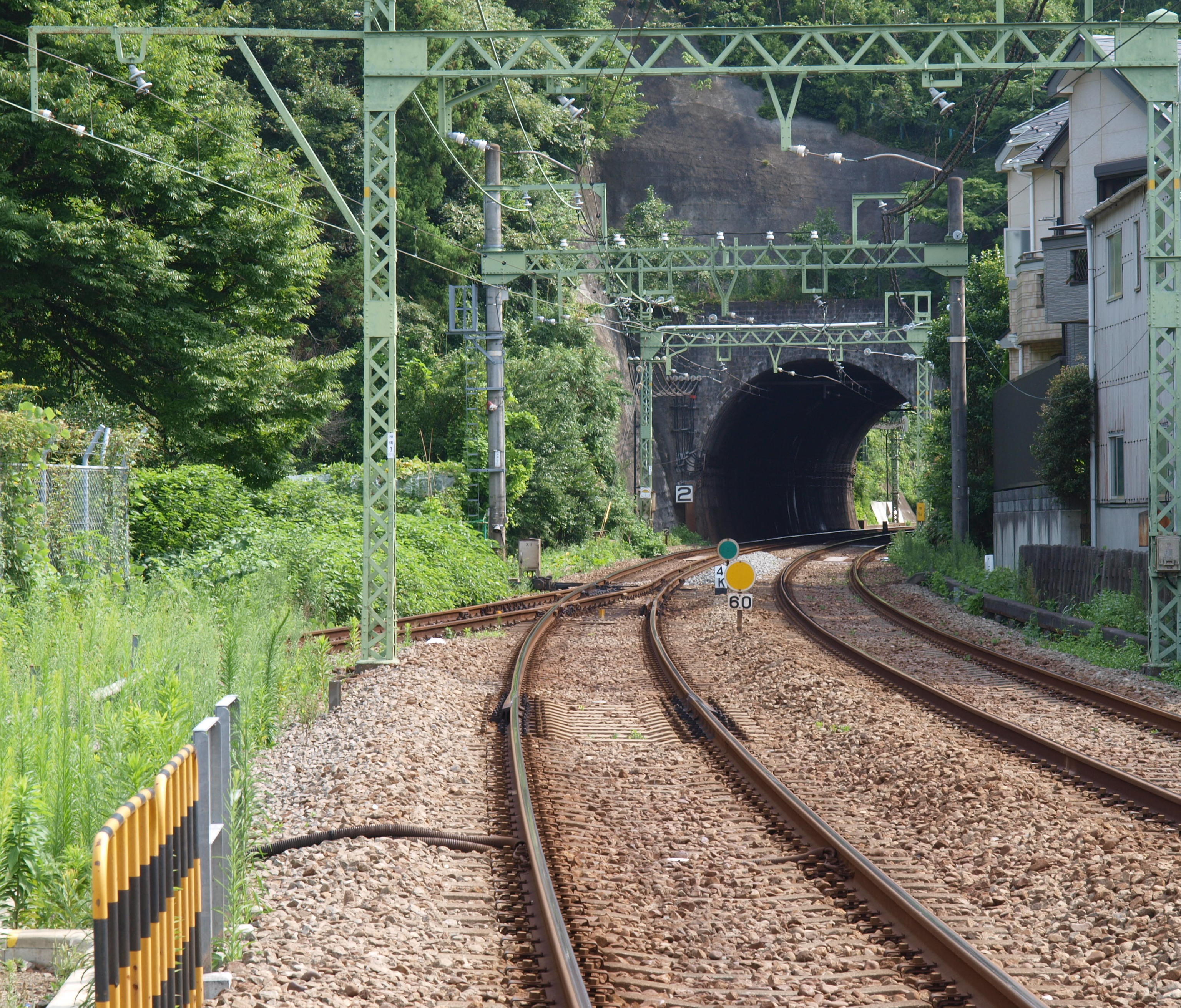
金沢八景方にある三線軌条の分岐器（2010年8月）

## 利用状況
2024年（令和6年）度の1日平均乗降人員は4,982人であり、京急線全72駅中68位。
近年の1日平均乗降人員と乗車人員の推移は下記の通り。
| 年度               | 1日平均 乗降人員 | 1日平均 乗車人員 | 出典     |
| ------------------ | ---------------- | ---------------- | -------- |
| 1995年（平成07年） |                  | 3,688            | [ * 1 ]  |
| 1998年（平成10年） |                  | 3,279            | [ * 2 ]  |
| 1999年（平成11年） |                  | 3,258            | [ * 3 ]  |
| 2000年（平成12年） |                  | 3,279            | [ * 3 ]  |
| 2001年（平成13年） |                  | 3,219            | [ * 4 ]  |
| 2002年（平成14年） | 6,275            | 3,118            | [ * 5 ]  |
| 2003年（平成15年） | 6,198            | 3,053            | [ * 6 ]  |
| 2004年（平成16年） | 6,162            | 3,050            | [ * 7 ]  |
| 2005年（平成17年） | 6,102            | 3,017            | [ * 8 ]  |
| 2006年（平成18年） | 6,071            | 3,010            | [ * 9 ]  |
| 2007年（平成19年） | 6,141            | 3,060            | [ * 10 ] |
| 2008年（平成20年） | 6,240            | 3,123            | [ * 11 ] |
| 2009年（平成21年） | 6,342            | 3,183            | [ * 12 ] |
| 2010年（平成22年） | 6,318            | 3,179            | [ * 13 ] |
| 2011年（平成23年） | 6,308            | 3,165            | [ * 14 ] |
| 2012年（平成24年） | 6,429            | 3,226            | [ * 15 ] |
| 2013年（平成25年） | 6,668            | 3,341            | [ * 16 ] |
| 2014年（平成26年） | 6,560            | 3,290            | [ * 17 ] |
| 2015年（平成27年） | 6,830            | 3,422            | [ * 18 ] |
| 2016年（平成28年） | 7,037            | 3,529            | [ * 19 ] |
| 2017年（平成29年） | 7,087            | 3,549            | [ * 20 ] |
| 2018年（平成30年） | 7,028            | 3,516            | [ * 21 ] |
| 2019年（令和元年） | 6,808            | 3,399            | [ * 22 ] |
| 2020年（令和02年） | 5,086            |                  |          |
| 2021年（令和03年） | 5,283            |                  |          |
| 2022年（令和04年） | 5,122            |                  |          |
| 2023年（令和05年） | 4,953            |                  |          |
| 2024年（令和06年） | 4,982            |                  |          |

## 駅周辺
逗子・葉山駅側から見て駅の東側は住宅街、西側は米軍池子住宅である。鷹取山や神武寺への玄関口として、ハイキングシーズンになると鷹取山への登山客、神武寺への参拝客などで賑わう。 
- 米軍池子住宅 - 5月に開放日あり
- 神奈川県立逗子高等学校 (閉校)
- 逗子市立第一運動公園 - この公園に京急旧600形が保存されている。また、夏季限定営業の屋外プールがある。
- 逗子市高齢者センター
- 逗子池子郵便局
- 鷹取山
  - 神武寺
- 理科ハウス - 世界一小さな科学館

### バス路線
駅前の県道205号線上に設置されている「神武寺駅」が最寄りバス停。京浜急行バスにより運行される。
- 北方向
  - 逗30 - アザリエ循環（アザリエ3期経由）
  - 逗31 - アザリエ循環（笹倉先回り） ※朝のみ
  - 逗32 - アザリエ循環（アザリエ2期先回り） ※夕方のみ
- 南方向
  - 逗30・逗31・逗32 - 逗子駅行

## 隣の駅
京浜急行電鉄
 逗子線
■特急・■急行・■普通
六浦駅 (KK51) - 神武寺駅 (KK52) - 逗子・葉山駅 (KK53)